# Medhi-Sélim Khelifi

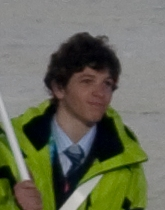
Medhi-Sélim Khelifi

Medhi-Sélim Khelifi (Prades (Pyrénées-Orientales), 1 september 1992) is een Algerijnse langlaufer.
Hij eindigde als vierentachtigste op de 15 kilometer vrije stijl tijdens de Olympische Winterspelen 2010 in Vancouver. Khelifi's beste resultaat tot nog toe is een zesentwintigste plaats in een FIS-race sprint in Duitsland in januari 2010.